# Koyamacalia nikomontana
Koyamacalia nikomontana là một loài thực vật có hoa trong họ Cúc. Loài này được (Matsum.) H.Rob. & Brettell mô tả khoa học đầu tiên năm 1973.